# 三角車站
三角車站（日语：／ Misumi eki */?）是日本九州旅客鐵道三角線的其中一個火車站，也是該路線的終點站，位於熊本縣宇城市三角町三角浦。

## 歷史

### 年表
- 1899年（明治32年）12月25日 - 九州鐵道（初代）設置本站[1]。
- 1903年（明治36年）9月5日 - 為了使乘客更容易轉乘新開通、往天草島方面的渡輪，車站移至現址。
- 1907年（明治40年）7月1日 - 九州鉄道（初代）國有化，本站收為國有，改由帝國鐵道廳管理[1]。
- 1982年（昭和57年）11月15日 - 貨運服務結束[2]。
- 1985年（昭和60年）3月14日 - 行包服務結束[2]。
- 1987年（昭和62年）4月1日 - 因為國鐵分割民營化，本站由JR九州繼承[1]。

## 車站構造
側式月台1面1線與1條側線的地面車站，每日有2班列車在此夜間滯泊。

## 相鄰車站
※臨時觀光特急「A列車前進」的停靠站參見列車條目。
九州旅客鐵道
三角線（天草三角線）
波多浦－三角

## 外部連結
- JR九州 - 三角車站 （页面存档备份，存于）（日語）

32°36′28″N 130°28′11″E / 32.60788333°N 130.4697°E